# 凱瑟琳·德·美第奇的建築成就

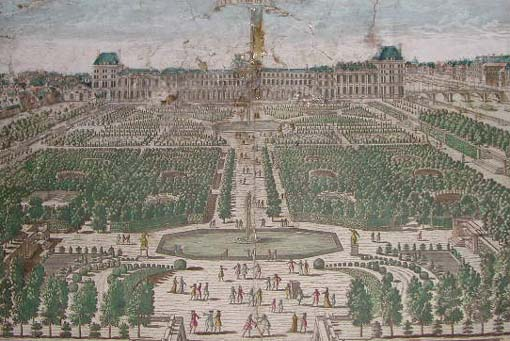
凱瑟琳的建築成就之一：杜樂麗宮(1871年焚毀)

凯瑟琳·德·美第奇的建築成就包括整建聖德尼聖殿、杜樂麗宮及舍農索城堡等。凯瑟琳·德·美第奇未成為法國實際統治者之前，就鍾情於建築。當40歲的她知道可控制全國財源後，開始積極建設各樣式建築。之後的30年內，她陸續建造一系列華麗高昂的建物，其主要目的是為了想提高本身及其王室的君主權威。
在建設這系列建築時，凱瑟琳喜歡事必躬親；例如要求建築師提供每日工程進度。她花了巨額款項來建設與重建古蹟和宮殿，讓這些法國建築得以延續生命力。不過，相對地，此行動卻讓國家財政出現困窘的前兆，被視為法國君主制崩垮的遠因之一。